# José Álvares de Oliveira
José Álvares de Oliveira era português e foi uma figura de destaque-se nos primórdios de São João del-Rei devido a sua intensa participação na vida da comunidade em quase toda a primeira metade do século XVIII. José Álvares escreveu também uma longa e detalhada memória dos fatos ocorridos em sua época: as descobertas do ouro, o estabelecimento do arraial, as lutas entre paulistas e emboabas durante a Guerra dos Emboabas, a criação e o desenvolvimento das vilas de São João del-Rei e São José del-Rei.
Sua narrativa foi intitulada: História do Distrito do Rio das Mortes, sua descrição, descobrimento de suas minas, casos nele acontecidos entre Paulistas e Emboabas e criação das suas vilas. Nessa região, naqueles tempos, onde predominavam homens rudes, de escassa ou nenhuma cultura, Álvares de Oliveira foi uma exceção. Seu registro, juntamente com o de José Matol, representam as principais fontes históricas para o entendimento das origens de São João del-Rei.
Durante a Guerra dos Emboabas foi capitão de uma das companhias que defenderam as fortificações do Arraial Novo. Com a eleição da primeira Câmara da recém-criada vila, ocupou o cargo de procurador. Foi promovido ao posto de sargento-mor. Em 1719 foi eleito juiz-ordinário do Senado da Câmara e finalmente, em 1751, para o cargo de fiscal da Real Casa de Fundição de São João del-Rei, que recusou, alegando estar doente e muito idoso.